# Bovenden
Bovenden est une municipalité allemande située dans l'arrondissement de Göttingen et le land de Basse-Saxe.

## Quartiers
- Eddigehausen